# Mauritia mauritiana
Mauritia mauritiana, tên tiếng Anh: humpback cowry' thường được gọi là Mauritius cowrie, là một loài tropical ốc biển, là động vật thân mềm chân bụng sống ở biển trong họ Cypraeidae, họ ốc sứ.
Có một phân loài: Mauritia mauritiana mauritiana (Linnaeus)

## Phân bố

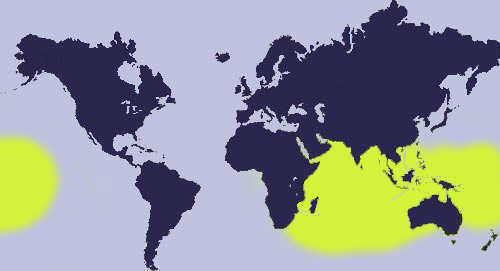
Range

Đây là một loài sống ởhải vực Ấn Độ Dương-Thái Bình Dương: see range map.

## Môi trường sống
This species of cowry is normally restricted to exposed habitats such as wave-washed basalt cliffs hoặc breakwaters.

## Hình ảnh

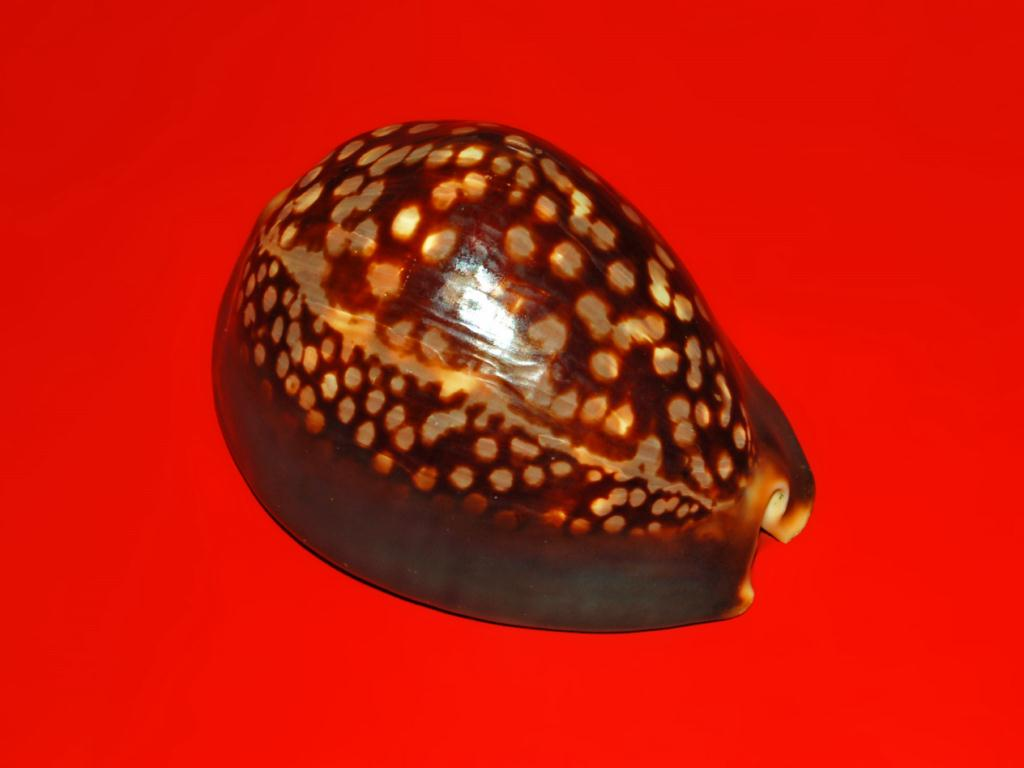
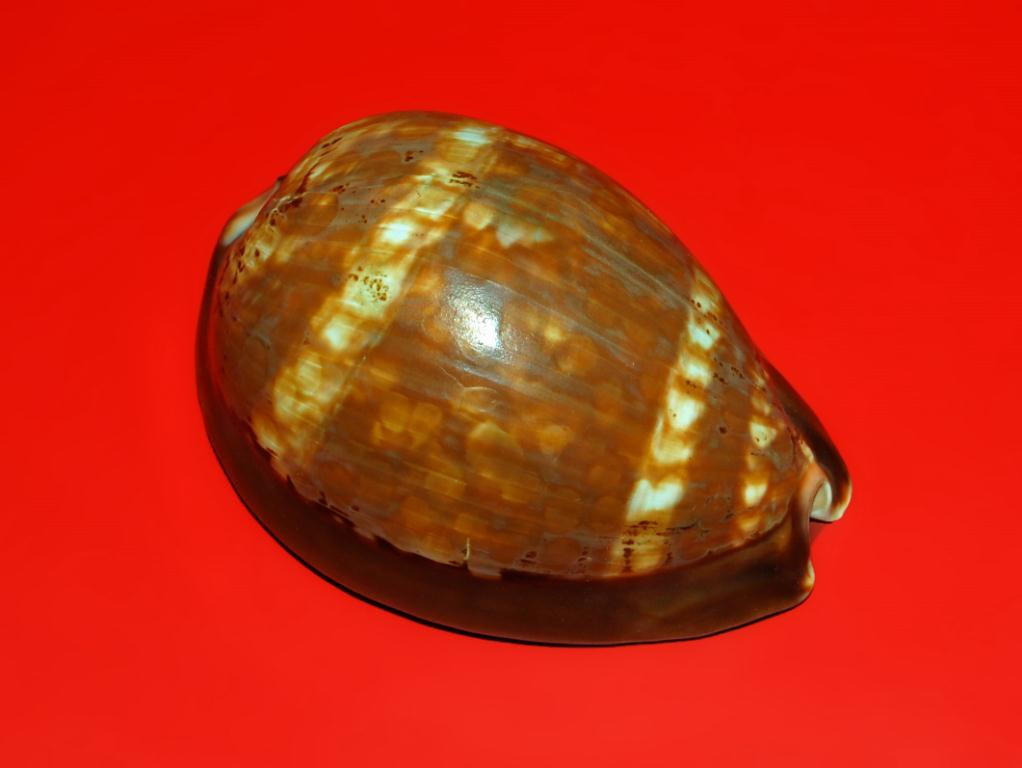
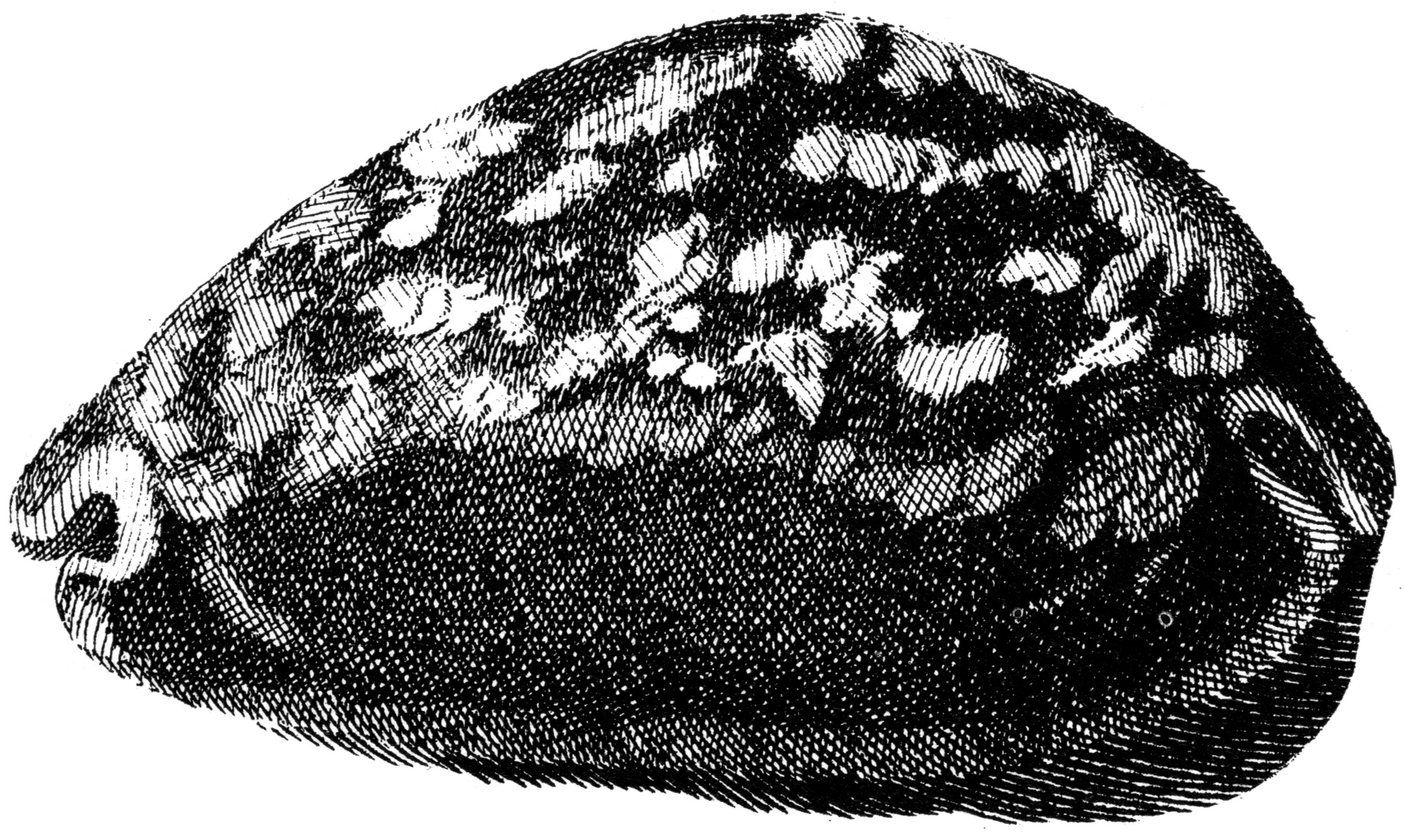
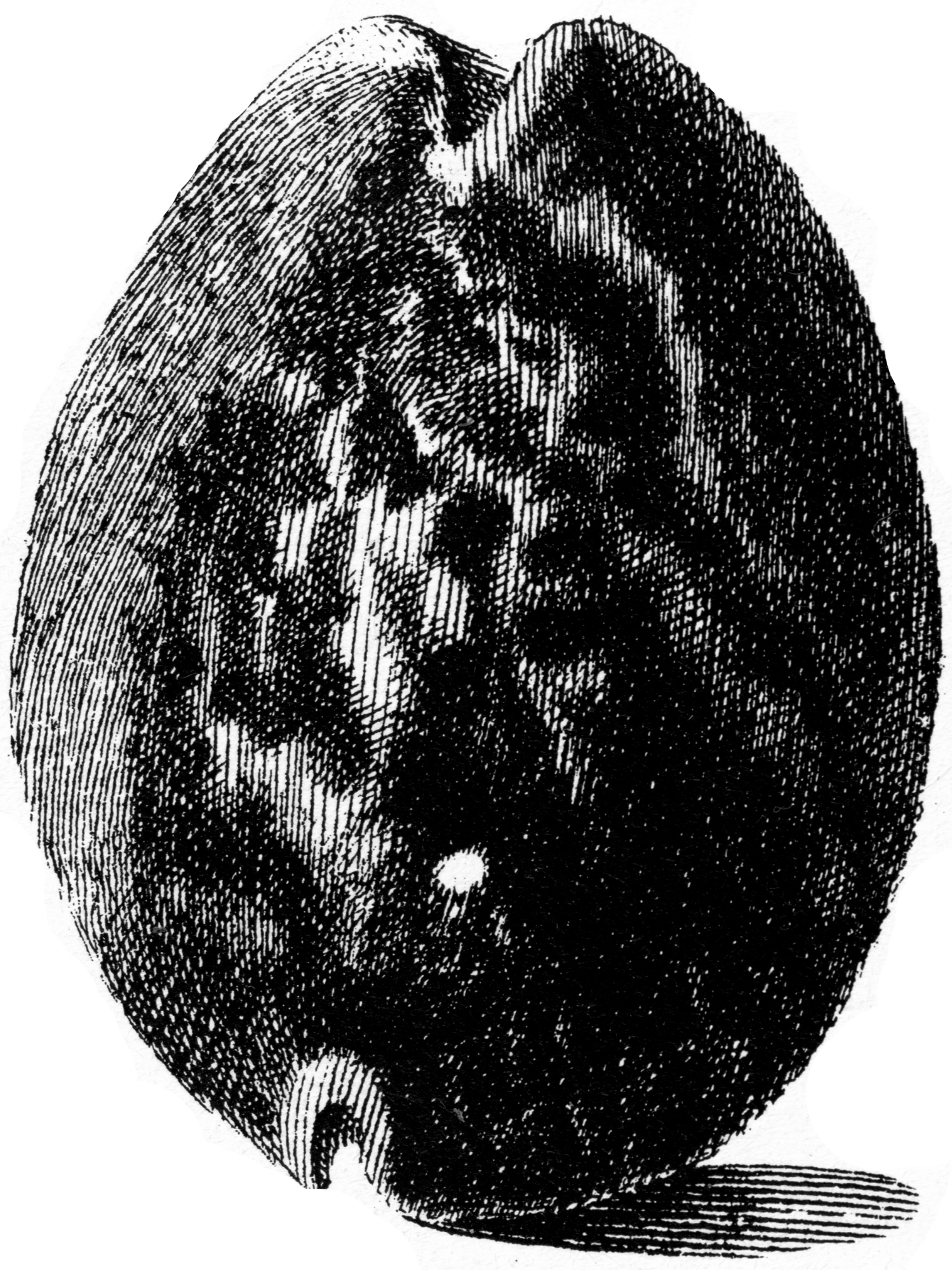